# Imke
Imke ist ein weiblicher Vorname friesischen Ursprungs.
Die männliche Form ist Imko. In der niederländischen Provinz Friesland wird er auch als männlicher Vorname benutzt.
Der Name Imke ist die Kurzform verschiedener germanischer Namen, welche mit Irm- beginnen, z. B. Irmgard, Irmtraud, Irmhild und Irmlinde. Die Bedeutung leitet sich dann auch von diesen Namen ab. Daneben macht den Namen aber auch die Homophonie zu Imke, „die Honigbiene“ (vergl. Imker) in der Nebenbedeutung „die Fleißige“, „Emsige“ (dieses zu Ameise) beliebt. Imke heißt aber auch „die Große“ (von „Irm“, Bedeutung „groß“).

## Namensträgerinnen
- Imke Brügger (* 1967), deutsche Schauspielerin
- Imke Büchel (* 1961), deutsche Schauspielerin
- Imke David (* 1967), deutsche Gambistin, Autorin und Professorin
- Imke Duplitzer (* 1975), deutsche Degenfechterin
- Imke Heymann (* 1973), Bürgermeisterin von Ennepetal
- Imke Onnen (* 1994), deutsche Hochspringerin
- Imke Rust (* 1975), Künstlerin aus Namibia und ehemalige Kuratorin der National Art Gallery of Namibia
- Imke Schiersch (* 1970), deutsche Triathletin
- Imke Sönnichsen (* 1970), deutsche Illustratorin
- Imke Turner (* 1963), deutsche Musikredakteurin und Moderatorin, ehemalige Weltmeisterin im Taekwondo
- Imke Vervaet (* 1993), belgische Leichtathletin (Sprint)
- Imke Wedekind (* 1984), deutsche Volleyballspielerin
- Imke Woelk (* 1964), deutsche Architektin und Künstlerin
- Imke Wübbenhorst (* 1988), deutsche Fußballspielerin